# España en los Juegos Olímpicos de París 1924
España estuvo representada en los Juegos Olímpicos de París 1924 por una delegación de 111 deportistas (109 hombres y 2 mujeres) que participaron en 12 deportes. El portador de la bandera en la ceremonia de apertura fue el atleta Félix Mendizábal.
Responsable del equipo olímpico fue el Comité Olímpico Español (COE), así como las federaciones deportivas nacionales de cada deporte con participación.
El equipo olímpico español no consiguió ninguna medalla en estos Juegos.

## Diplomas olímpicos
Si bien los diplomas olímpicos se entregaron por primera vez en los Juegos Olímpicos de Londres 1948 a los atletas clasificados hasta el sexto puesto, a continuación se enumeran los que alcanzaron uno de estos seis puestos en estos Juegos. En total se consiguieron 7 diplomas olímpicos en diversos deportes, de estos 1 correspondió a diploma de cuarto puesto y 6 de quinto.
| Nombre                          | Deporte | Competición         | Fecha       |
| ------------------------------- | ------- | ------------------- | ----------- |
| 4.°                             |         |                     |             |
| Santiago Amat                   | Vela    | Clase monotipo      | 13 de julio |
| 5.°                             |         |                     |             |
| Ruperto Biete                   | Boxeo   | Mosca (51 kg)       | 18 de julio |
| Antonio Sánchez Dietz           | Boxeo   | Gallo (54 kg)       | 18 de julio |
| Equipo                          | Polo    | Torneo masculino    | 12 de julio |
| Lilí Álvarez                    | Tenis   | Femenino individual | 17 de julio |
| José María Alonso Manuel Alonso | Tenis   | Dobles masculino    | 18 de julio |
| Lilí Álvarez Eduardo Flaquer    | Tenis   | Dobles mixto        | 18 de julio |
| 6.°                             |         |                     |             |
| —                               |         |                     |             |

## Participantes por deporte
De los 17 deportes (20 disciplinas) reconocidos por el COI en los Juegos Olímpicos de verano, se contó con representación española en 12 deportes (14 disciplinas).
| N.º | Deporte            | H   | M | T   |
| 1   | Atletismo          | 15  | – | 15  |
| 2   | Boxeo              | 7   | – | 7   |
| 3   | Ciclismo en ruta   | 0   | – | 0   |
| 3   | Ciclismo en pista  | 0   | – | 0   |
| 4   | Esgrima            | 13  | 0 | 13  |
| 5   | Fútbol             | 22  | – | 22  |
| 6   | Gimnasia artística | 0   | – | 0   |
| 7   | Halterofilia       | 0   | – | 0   |
| 8   | Hípica             | 4   | 0 | 4   |
| 9   | Lucha              | 4   | – | 4   |
| 10  | Natación           | 4   | 0 | 4   |
| 10  | Saltos             | 3   | 0 | 3   |
| 10  | Waterpolo          | 11  | – | 11  |
| 11  | Pentatlón moderno  | 0   | – | 0   |
| 12  | Polo               | 6   | – | 6   |
| 13  | Remo               | 10  | – | 10  |
| 14  | Rugby              | 0   | – | 0   |
| 15  | Tenis              | 6   | 2 | 8   |
| 16  | Tiro               | 1   | – | 1   |
| 17  | Vela               | 3   | 0 | 3   |
|     | TOTAL              | 109 | 2 | 111 |

- Datos extraídos del Reporte Oficial de los Juegos olímpicos de París 1924; se cuenta solo el número de deportistas que participaron en sus respectrivas pruebas, y no los que estaban inscritos pero no compitieron; a excepción de los deportes de equipo, fútbol, polo y waterpolo, en los que se muestra el número de integrantes de cada equipo.[1]